# IC 1343
IC 1343 је спирална галаксија у сазвјежђу Јарац која се налази на листи објеката дубоког неба у Индекс каталогу.
Деклинација објекта је - 15° 24' 13" а ректасцензија 21h 1m 0,7s. Привидна величина (магнитуда) објекта IC 1343 износи 14,9 а фотографска магнитуда 15,7. IC 1343 је још познат и под ознакама NPM1G -15.0556, PGC 187855.